# Tipula polingi
Tipula polingi är en tvåvingeart som beskrevs av Alexander 1950. Tipula polingi ingår i släktet Tipula och familjen storharkrankar. Inga underarter finns listade i Catalogue of Life.